# Norman Wexler
Pour les articles homonymes, voir Wexler.
Norman Wexler est un scénariste américain né le 16 août 1926 à New Bedford (Massachusetts) et mort le 23 août 1999 à Washington (district de Columbia).

## Biographie
Norman Wexler naît dans le Massachusetts dans une famille d'ouvriers. Il grandit ensuite à Detroit (Michigan), puis fait des études à l'Université Harvard,,,.
Il déménage à New York en 1951 et travaille dans une agence de publicité, tout en commençant à écrire des pièces de théâtre, dont certaines sont jouées Off-Broadway,,. Il déménage plus tard à Hollywood où il connaît son premier succès comme scénariste avec Joe.
Maniaco-dépressif, sa maladie lui occasionne divers problèmes, le plus médiatique étant peut-être d'avoir été arrêté en 1972 pour avoir proféré des menaces à propos de Richard Nixon lors d'un vol New York-San Francisco,,.

## Théâtre
- “Red’s My Color, What’s Yours?
- 1996 : Forgive Me, Forgive Me Not

## Filmographie
- 1970 : Joe, c'est aussi l'Amérique de John G. Avildsen
- 1973 : Serpico de Sidney Lumet
- 1975 : Mandingo de Richard Fleischer
- 1976 : L'Enfer des mandingos de Steve Carver
- 1977 : La Fièvre du samedi soir de John Badham
- 1983 : Staying Alive de Sylvester Stallone
- 1986 : Le Contrat de John Irvin

## Distinctions
Récompenses
- 1974 : Writers Guild of America Award du meilleur scénario adapté pour Serpico, conjointement avec Waldo Salt

Nominations
- Oscars du cinéma 1971 : Nomination pour l'Oscar du meilleur scénario original (Joe, c'est aussi l'Amérique)
- Oscars du cinéma 1974 : Nomination pour l'Oscar du meilleur scénario adapté (Serpico)
- 1978 : Nomination pour le Writers Guild of America Award du meilleur scénario original (La Fièvre du samedi soir)